# Clyde L. Cowan
Clyde Lorrain Cowan Jr (Detroit, Michigan, 1919. december 6. – Bethesda, Maryland, 1974. május 24.) az Egyesült Államok légierejének kapitánya volt. 1956-ban Frederick Reines-szel kimutatták a neutrínó létezését a neutrínókísérletben, amiért 1995-ben mindkettőjük nevében fizikai Nobel-díjat kapott Reines.